# Außerordentliche Wahl zum Senat der Vereinigten Staaten in New Jersey 2013
Die außerordentliche Wahl des Senatssitzes der Klasse II im US-Bundesstaat New Jersey fand am 16. Oktober 2013 statt. Cory Booker gewann die Wahl und ist damit einer von zwei Senatoren im Senat der Vereinigten Staaten für New Jersey.

## Hintergrund
New Jerseys Senatssitz der Klasse II wurde bei der Wahl des US-Senats 2008 von Frank Lautenberg gewonnen und ihm bis zum Jahr 2015 übertragen. Da Lautenberg am 3. Juni 2013 verstarb, war eine Neubesetzung notwendig. Der republikanische Gouverneur New Jerseys, Chris Christie, ernannte bis zur außerordentlichen Wahl eines Nachfolgers den Republikaner Jeffrey Chiesa zum Nachfolger im US-Senat. 

## Ergebnis
Bei der Sonderwahl („special election“) am 16. Oktober 2013 entfielen 54,9 % auf den Demokraten Cory Booker, 44 % auf den republikanischen Kandidaten Steve Lonegan.